# Solis (Familienname)
Solis, Solís oder Sólis ist ein spanischer Familienname.

## Namensträger
- Alba Solís (1927–2016), argentinische Sängerin und Schauspielerin
- Antonio de Solís y Rivadeneyra (1610–1686), spanischer Dramatiker und Geschichtsschreiber
- Camille Solis (* 1971), belizische Radrennfahrerin
- David Soria Solís (* 1993), spanischer Fußballspieler
- Diego Solís (* 1958), argentinischer Tangosänger, Gitarrist, Arrangeur und Komponist
- Edgar Iván Solís (* 1987), mexikanischer Fußballspieler
- Eduardo Enrique Solís Mayora (* 1928), mexikanischer Botschafter
- Enrique Plancarte Solís († 2014), mexikanischer Drogenhändler
- Felipe Solís Olguín (1944–2009), mexikanischer Archäologe, Anthropologe und Historiker
- Félix Solis (* 1971), US-amerikanischer Schauspieler
- Fernando Solís (* 1976), chilenischer Fußballspieler
- Francisco de Solís Folch de Cardona (1713–1776), spanischer Bischof und Kardinal
- Francisco Solís (* 1952), mexikanischer Fußballspieler
- Hilda Solis (* 1957), US-amerikanische Politikerin
- Hugo Solís (* 1951), chilenischer Fußballspieler und -trainer
- Ingrid Yahocza Narváez Solis (* 1994), nicaraguanische Sprinterin
- Javier Solís (1931–1966), mexikanischer Sänger
- Jeffrey Solis (* 1974), costa-ricanischer Fußballschiedsrichter
- Jesús Lozoya Solís (1910–1983), mexikanischer Arzt, General und Politiker
- Jhon Solís (* 1993), kolumbianischer Leichtathlet
- Jorge Solís (Fußballspieler), costa-ricanischer Fußballspieler
- Jorge Solís (Boxer) (* 1979), mexikanischer Boxer
- José Solís Folch de Cardona (1716–1770), Vizekönig von Neugranada
- José Solis Ruiz (1915–1990), spanischer Politiker
- João Afonso Sólis (* 1956), brasilianischer Politiker
- Jonathan Solís (* 1993), guatemaltekischer Badmintonspieler
- Juan Díaz de Solís (1470–1516), spanischer Seefahrer und Entdecker
- Juan Vicente Solís Fernández (1892–1973), costa-ricanischer Geistlicher
- Julian Solis (* 1957), puerto-ricanischer Boxer
- Leidy Solís (* 1990), kolumbianische Gewichtheberin
- Liborio Solís (* 1982), venezolanischer Boxer
- Luis Guillermo Solís (* 1958), costa-ricanischer Historiker, Diplomat und Politiker
- Manuel Solis (Sportschütze), mexikanischer Sportschütze
- Manuel Solis (Radsportler) (1920–?), mexikanischer Radsportler
- Manuel Solís Palma (1917–2009), Staatspräsident von Panama 1988–1989
- Manuel Camacho Solís († 2015), mexikanischer Politiker
- Marco Antonio Solís (* 1959), mexikanischer Sänger
- Mate Solis (1935–2019), kroatischer Maler, Bildhauer und Illustrator
- Mauricio Solís (* 1972), costa-ricanischer Fußballspieler
- Merced Solis (* 1953), US-amerikanischer Wrestler, siehe Tito Santana
- Odlanier Solís (* 1980), kubanischer Boxer
- Oscar Azarcon Solis (* 1953), philippinischer Geistlicher, Bischof von Salt Lake City
- Susana Solís Pérez (* 1971), spanische Politikerin
- Ulises Solis (* 1981), mexikanischer Boxer
- Virgil Solis (1514–1562), deutscher Zeichner und Kupferstecher